# Orquestra Simfònica Estatal de l'Azerbaidjan
L'Orquestra Simfònica Estatal de l'Azerbaidjan (en àzeri: Azərbaycan Dövlət Simfonik Orkestri) és l'orquestra nacional de l'Azerbaidjan. La seva sala de concerts habitual és la Filharmònica Estatal de l'Azerbaidjan de Bakú. Rauf Abdullayev és el seu director musical des de 1984.
L'orquestra simfònica va ser fundada el 1920, sent una de les primeres orquestres a la Unió Soviètica, a petició del compositor Üzeyir Hajibeyov després que va ser nomenat més tard. Està afiliada a la Societat Filharmònica Estatal de l'Azerbaidjan.
Els conductors de renom internacional com René-Emmanuel Baton (França), Otto Klemperer (Alemanya), Fritz Stiedry (Àustria) i Nikolái Golovànov (Rússia), han ajudat en la formació de l'orquestra.
A més dels concerts de temporada, l'orquestra participa amb regularitat en festivals musicals de tot Europa, i també ha participat en gires internacionals als Estats Units, el Regne Unit, França, Alemanya, la Suïssa, Itàlia, la Turquia, Egipte i altres països.

## Directors
- Üzeyir Hajibeyov (1920–1938)
- Niyazi Hajibeyov (1938–1984)
- Rauf Abdullayev (1984–)